# Carcaboso
Carcaboso là một đô thị trong tỉnh Cáceres, Extremadura, Tây Ban Nha. Theo điều tra dân số 2006 (INE), đô thị này có dân số là 972 người.

## Biến động dân số
| 2001  | 2002  | 2003  | 2004  | 2005  | 2006 | 2007 |
| ----- | ----- | ----- | ----- | ----- | ---- | ---- |
| 1.092 | 1.087 | 1.050 | 1.041 | 1.012 | 972  | 978  |